# 라늬
라늬(허유진, 1985년 3월 8일~ )는 대한민국의 가수, 모델배우, 작사가이다.

## 학력
- 대구정화여자중학교  졸업
- 경북여자고등학교 졸업
- 계명대학교 무용과 (휴학)

## 경력
- 2012년: 한일 합작 드라마 레인보우 로즈 배우 출신
- 2013년: 그룹 LPG 3기 멤버
- 2013년: MBC(맛있는 나눔 사랑의 푸드뱅크)
- 2013년: KBS1 (가요무대)
- 2013년: KBS2(출발 드림팀)
- 2014년: MBC 아이돌 육상대회(컬링 우승)
- 2015년: 그룹 레드썬 (음악 2인조 음악 그룹)
- 2015년: KBS1 6시 내고향
- 2015년: KBSJoy 최강남녀(푸드대회)
- 2016년: MBCevery1 (맛있을지도시즌2)
- 2018년: 솔로 앨범
- 2019년: 솔로(더쇼) 핫데뷔
- 2020년: 서울경기 케이블방송 딜라이브 청춘음악회
- 2021년: 서울경기 케이블방송 딜라이브 청춘스튜디오 (추석특집)
- 2022년: 심야신당 방송 출연
- 2022년: 근황올림픽 방송 출연
- 2022년: 싱글 앨범 3집 "사랑이 떠나간 자리" 발매
- 2022년: 싱글 앨범 꽃사랑(Flower Love)
- 2022년: 한류 문화 대상 시상식 우수상
- 2023년: 대한민국공헌대상 문화대상
- 2023년: K스타뉴스 인터뷰 촬영
- 2023년: 행정안전부 소관 국민재난안전 총 연합회 홍보대사위촉

- 2024년;정호근쌤의 인생신당

## 연기 활동

### 드라마
- 2012년 TV도쿄 일본드라마 《사랑하는 메종 ~레인보우 로즈~》서영역

### 영화 =
- 2022년 튜브펫주식회사 라늬역 특별출연 영화 상영중

### 뮤직비디오
- 2009년 언터쳐블- 난리부르스
- 2005년 장우혁 - Flip reverse
- 2012년 디데이 - 숨소리 조차(남자편)
- 2012년 디데이 - 보고싶다
- 2013년 미스터팡 -뜨거운 사랑
- 2013년 LPG - 효녀시대
- 2013년 LPG- 빵야빵야
- 2018년 라늬솔로-몽땅몽땅
- 2020년 라늬솔로-빵야빵야
- 2022년 라늬솔로-사랑이 떠나 간 자리
- 2022년 라늬 꽃사랑
- 2023년 라늬 사랑의KTX